# Tubuli malpighiani dei ragni
I tubuli malpighiani negli aracnidi sono organi deputati al trasporto e all'escrezione situati nell'opistosoma.
Insieme alle ghiandole coxali sono deputati all'escrezione soprattutto di guanina, adenina, xantina e di acido urico.

## Etimologia
Il nome deriva dal latino tubulus, che significa canaletto, tubicino, per la forma sottilissima; e dal nome del fisiologo italiano Marcello Malpighi che ne descrisse per primo struttura e funzione.

## Morfologia
Questi organi hanno forma diverticolare e sono situati nell'opistosoma, presso il punto d'incontro fra l'intestino medio e l'intestino posteriore, o direttamente dall'intestino medio.
I tubuli sono presenti anche negli artropodi tracheati (Esapodi e Miriapodi); mentre nei ragni sono organi interni e prendono forma soprattutto dall'intestino medio, nei tracheati sono posizionati nel derma e prendono forma dall'intestino posteriore.